# Jacob de Wolf
Jacob de Wolf (? - Groningen, 1685) was een Noord-Nederlands etser, kunstschilder en tekenaar.
Wolf trouwde tweemaal: eerst op 8 december 1660 met Grietie Juckes, met wie hij een zoon kreeg. Na het overlijden van zijn eerste vrouw in 1663 hertrouwde hij op 7 januari 1665 met Antie Michels.
Hij was actief in Leeuwarden van 1650 tot 1668 en in Groningen van 1684 tot 1685. Hij schilderde voornamelijk historiestukken. Wolf onderhield vriendschappen met de dichter Ludolf Smids, die teksten schreef voor enkele van zijn werken, en de schilder Johan Starrenberg, met wie hij volgens Houbraken goed bevriend was.
Jacob de Wolf pleegde zelfmoord door zich op zijn dolk te laten vallen.
- Biografisch Portaal: 76229175
- Digitale Bibliotheek voor de Nederlandse Letteren: wolf048
- Nederlandse Thesaurus van Auteursnamen: 104792671
- RKD-Nederlands Instituut voor Kunstgeschiedenis: 354248
- Virtual International Authority File: 284501323